# 코발트 유리

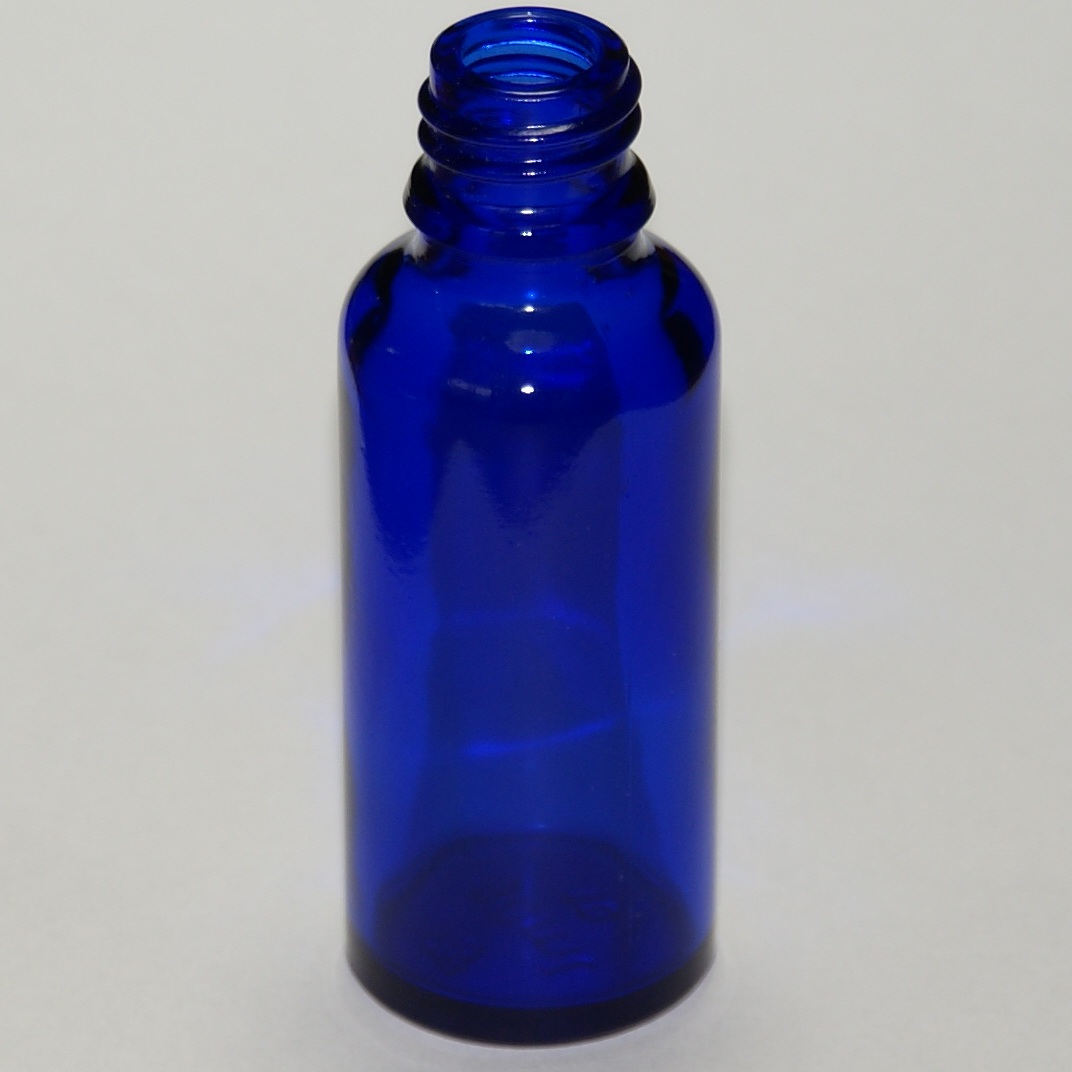
코발트 유리로 만든 병

코발트 유리(Cobalt glass, smalt)는 코발트를 착색제로 사용하여 만든 푸른 색유리다. 장식품, 광학 필터, 고온 작업용보안경 따위에 쓴다. 적색에서 주황색 계열 빛을 많이 흡수하며 청색, 녹색계열은 투과시키는 성질이 있다.